# سايمور هيس
سايمور هيس (بالإنجليزية: Seymour Hess)‏ هو عالم أرصاد أمريكي، ولد في 27 أكتوبر 1920 في بروكلين في الولايات المتحدة، وتوفي في 15 يناير 1982.